# Neoschoenobia pandora
Neoschoenobia pandora là một loài bướm đêm trong họ Crambidae.